# Большое Байдачек
Большое Байдачек — озеро в Узункольском районе Костанайской области Казахстана. Находится в 21 км к юго-западу от села Макарьевка в 3 км к северо-западу от села Троебратский.
По данным топографической съёмки 1944 года, площадь поверхности озера составляет 1,06 км². Наибольшая длина озера — 1,6 км, наибольшая ширина — 1 км. Длина береговой линии составляет 4,2 км, развитие береговой линии — 1,14. Озеро расположено на высоте 164,4 м над уровнем моря.